# Hoff & Poulsen
Hoff & Poulsen er et mindre dansk forlag som Jacob Maagaard Poulsen og Lasse Rask Hoff står bag.
Poulsen kommer fra Informations Forlag og Hoff fra Forlaget Bahnhof / Rosenkilde & Bahnhof. Hoff & Poulsen har til huse på Kristian Zahrtmanns Plads.
Blandt forlagets udgivelserne er Thomas Harders oversættelse af Dekameron.